# 12291 Gohnaumann
12291 Gohnaumann este un asteroid din centura principală de asteroizi.

## Descriere
12291 Gohnaumann este un asteroid din centura principală de asteroizi. A fost descoperit pe 6 iunie 1991 la Observatorul La Silla de Eric Walter Elst. Asteroidul prezintă o orbită caracterizată de o semiaxă mare de 3,23 ua, o excentricitate de 0,07 și o înclinație de 7,1° în raport cu ecliptica.